# Анхур
Анху́р — согласно Псевдо-Плутарху, сын царя Мидаса. После того как в Келенах образовалась трещина, в которую Мидас должен был, согласно оракулу, бросить самое дорогое, что у него было, Анхур, поняв, что ни золото, ни серебро не заставят землю сомкнуться, сам ринулся туда верхом на коне, после чего трещина исчезла.